# Physostegania
Physostegania är ett släkte av fjärilar. Physostegania ingår i familjen mätare.
Kladogram enligt Catalogue of Life:
| Physostegania | \| \| Physostegania costimacula \| \| \| \| \| \| Physostegania melanorrhoea \| \| \| \| \| \| Physostegania odrussa \| \| \| \| \| \| Physostegania pustularia \| \| \| \| |
|               | \| \| Physostegania costimacula \| \| \| \| \| \| Physostegania melanorrhoea \| \| \| \| \| \| Physostegania odrussa \| \| \| \| \| \| Physostegania pustularia \| \| \| \| |
|               | Physostegania costimacula |
|               | |
|               | Physostegania melanorrhoea |
|               | |
|               | Physostegania odrussa |
|               | |
|               | Physostegania pustularia |
|               | |